# Тітма Мікк Гаррійович
Мікк Гаррійович Тітма (нар. 2 листопада 1939, місто Таллінн, тепер Естонія) — естонський радянський діяч, учений-соціолог, секретар ЦК КП Естонії. Член Бюро ЦК КП Естонії в 1988—1990 роках. Депутат Верховної ради Естонської Республіки в 1990—1991 роках. Кандидат філософських наук (1968), доктор філософських наук (1975), професор (1981).

## Життєпис
Народився в родині залізничника. Після окупації Естонії радянськими військами батько вступив до ВКП(б), працював на адміністративній роботі, потім був політруком у трудовому батальйоні і загинув на початку німецько-радянської війни. Мати була евакуйована з сином та донькою до Челябінська, повернулася до Естонії з сином у 1944 році.
У 1954 році Мікк Тітма вступив до комсомолу. У 1958 році закінчив Другу середню школу міста Пярну.
У 1958—1963 роках — студент юридичного факультету Тартуського державного університету, обирався членом комітету комсомолу університету.
Член КПРС з 1962 по 1991.
У 1963—1965 роках — секретар комітету комсомолу і викладач кафедри філософії Тартуського державного університету. У 1965 році був керівником комсомольської ударної будівельної групи в Казахській РСР.
У 1965—1968 роках — аспірант Тартуського державного університету.
У 1969—1975 роках — старший викладач кафедри філософії та завідувач лабораторії комуністичного виховання Тартуського державного університету.
У 1975—1988 роках — завідувач сектору соціології Інституту історії Академії наук Естонської РСР.
Одночасно, з 1976 по 1979 рік — доцент кафедри наукового комунізму, з 1979 по 1983 рік — професор (за сумісництвом) кафедри наукового комунізму Талліннського політехнічного інституту.
У 1988—1991 роках — науковий співробітник Естонського інституту філософії, соціології та права Академії наук Естонської РСР.
7 грудня 1988 — 25 березня 1990 року — секретар ЦК КП Естонії з питань ідеології.
У 1991 році — секретар ЦК КП Естонії (КПРС).
З 1991 по 1999 рік — науковий співробітник, старший науковий співробітник Стенфордського університету США.
У 1999—2002 роках — професор факультету соціальних наук Тартуського університету. У 2002—2005 роках — професор кафедри соціології та соціальної політики кафедри соціологічної теорії та історії Тартуського університету. З 2005 року — позаштатний старший науковий співробітник соціології та соціальної політики Тартуського університету.
Керував лонгітюдними (соціологічними) дослідженнями «Дороги і стежки» з 1966 року та «Життєві стежки поколінь» з 1982 року. Досліджував соціальну мобільність, соціальне відновлення поколінь, духовність молодого покоління, потенціал розвитку вищої освіти. Член Естонської асоціації соціологів, член Міжнародної соціологічної асоціації (ISA); керівник програм підготовки з академічної соціології, член комітету соціального розвитку Вченої ради при президентові Естонської республіки (2002—2006).

## Нагороди та відзнаки
- Лауреат Державної премії Естонської РСР (1987)
- медалі